# Kurt Overhoff
Kurt Overhoff   (Viena, 20 d'octubre de 1902 - Salzburg, 16 de novembre de 1986) va ser un director d'orquestra i compositor austríac.
Majorment autodidacta en música i direcció, va començar a l'òpera estatal de Viena com a ajudant del sots director Franz Schalk i del director de direcció Wilhelm Furtwängler. El 1929 es va convertir en director musical de la ciutat de Coblença, després en 1932 director de música general a Heidelberg, on va romandre fins a 1940. Va ser el tutor guia artístic de Wieland Wagner entre 1940 i 1950, pel que fa a l'estructura musical i els temes dramàtics de Les òperes de Richard Wagner. Un producte de la seva feina junts és Die Musikdramen Richard Wagners de Overhoff: Interpretació d'Eine thematisch-musikalische, publicat després de la mort de Wieland Wagner. El 1943 va ser nomenat director general de música del "Landestheater Altenburg", amb Wieland Wagner com a productor principal de la companyia d'òpera, i van col·laborar en una producció de Wagner Der Ring des Nibelungen, que es va desglossar quan es van tancar els teatres alemanys el setembre de 1944; No s'ha pogut escenificar Das Rheingol. Després de la guerra, Overhoff va fundar l'Orquestra Simfònica de Bayreuth, que va dirigir de 1947 a 1950 quan es va dissoldre. Va ser ajudant musical al primer Festival de Bayreuth de postguerra el 1951, però va criticar un dels dissenys de Wieland Wagner per a Parsifal. Després de la qual cosa Wagner va trencar les relacions amb ell. També va ensenyar als Estats Units, i el 1962 es va convertir en professor al Mozarteum de Salzburg.
Entre les composicions musicals d'Overhoff s'inclouen Bios Abschiedsgesang, per a soprano, quartet de corda i piano, i l'òpera Mina, estrenada a Essen el 1925.